# Чистобай
Чистобай— упразднённая в 2001 году деревня в Таштыпском районе Хакасии. Входила в состав Арбатского сельсовета.

## География
Расположена у впадении реки Чистобай в Джабаш.

## История
Исключена из учётных данных в связи с выездом населения согласно Постановлению Президиума Верховного Совета Республики Хакасия от 10 апреля 2001 г. N 57-п " «Об исключении из учётных данных деревни Чистобай Арбатского сельсовета Таштыпского района».

## Население
На 2001 год население отсутствовало.